# Pavel Grigor'evič Ljubimov
Pavel Grigor'evič Ljubimov, in russo Па́вел Григо́рьевич Люби́мов? (Mosca, 7 settembre 1938 – Mosca, 23 giugno 2010), è stato un regista sovietico.

## Filmografia parziale

### Regista
- Ženščiny (1966)
- Beguščaja po volnam (1967)
- Noven'kaja (1968)
- Vperedi den' (1970)
- Škol'nyj val's (1978)
- Bystree sobstvennoj teni (1980)
- Sledopyt (1987)